# Paranggupito (plaats)
Paranggupito is een bestuurslaag in het regentschap Wonogiri van de provincie Midden-Java, Indonesië. Paranggupito telt 2313 inwoners (volkstelling 2010).